# Antoine Escalin des Aimars
Antoine Escalin des Aimars, dit « Paulin de la Garde », né et mort à La Garde-Adhémar (v. 1516-1578), est est un officier de marine de la Couronne de France corsaire, puis général des galères. Baron de La Garde-Adhémar, seigneur de Pierrelatte, Général des Galères du Roi de France, il est le commanditaire de la première Réale (vaisseau amiral de la flotte française).
Antoine des Escalins des Aimars est d'abord un corsaire français agissant pour le compte de François Ier, puis de Henri II. Il est envoyé en ambassade par François Ier à Venise, Constantinople auprès de Soliman le Magnifique. Il est promu général de l'armée navale en 1542, général des Galères en 1544.
Il devient baron de La Garde le 23 juillet 1543, à la suite de la donation par Louis Adhémar, dernier baron de Grignan, des biens et titres d'Antoine Adhémar de La Garde qu'il avait légué à son épouse, étant sans postérité. Son épouse les cède à son cousin par alliance. En 1574 il reçoit d'Henri III la seigneurie de Brégançon érigée pour lui en marquisat.
Il décède le 20 mai 1578 dans le château de La Garde, à plus de 80 ans, léguant aux Adhémar la baronnie (reçue en viager de Louis de Grignan) qui finit par revenir, par voie de justice, à son fils hors mariage, Jean-Baptiste Escalin.

## Les origines d'Antoine Escalin
Longtemps, il a été question pour Antoine Escalin d'une naissance pauvre, sur un lit de paille, dans "une maison de vulgaire apparence". Mais il s'agit là d'une légende bâtie dès le XVIe siècle par le mémorialiste Brantôme .
Antoine Escalin est né dans une famille de petite notabilité de la Garde-Adhémar. Il est fils de François Escalin, Consul de La Garde en 1497, et de Honorade Bouchière ainsi qu'il apparaît dans le contrat de mariage fait par Me Jean Riote de Donzère le 7 janvier 1525 entre sa sœur Marguerite et Michel Daudel, dont un des enfants Etienne Deodel ou Daudel sera évêque de Grasse et abbé de l'abbaye de Cruas ,.
Devenu homme de guerre, après des premiers actes de bravoure, il est fait capitaine de Château-Dauphin (Pontgibaud, Auvergne) par ordonnance royale du 7 août 1536. En 1539, il est placé parmi les « cent gentilshommes ordinaires [de l’hostel de roi] ».
Il se fait remarquer par le lieutenant général du roi François Ier en Piémont, Guillaume du Bellay, seigneur de Langey et oncle du poète Joachim du Bellay. Le seigneur de Langey fait connaître Antoine Escalin auprès du souverain français. Il fait forte impression en cour : M. de Rochas lui reconnait « une belle figure, une taille avantageuse, une tenue élégante, des manières simples et polies [qui] en firent aussitôt l’homme à la mode ».
François Ier décide alors de l'envoyer en ambassade auprès de Soliman le Magnifique, à Constantinople, afin de nouer avec lui une alliance militaire contre Charles Quint, dès décembre 1541, à la suite de la défaite de Charles-Quint au Siège d'Alger (1541)

## L'ambassade à Constantinople et l'expédition aux côtés de Barberousse
Antoine Escalin se rend auprès de la Sublime Porte, porteur du projet de François Ier d'assaillir l'empereur Charles Quint de tous côtés, en « Ongrye », « Flandres », et « Espaigne ». Il convainc ainsi Soliman II d'envoyer auprès de François Ier Kheir-el-Din, dit Barberousse, en 1543.
Devenu le 21 mai 1542 « lieutenant général en […] l’armée de mer du Levant » du roi de France par lettre de chancellerie royale, il se retrouve de fait placé à la tête d'une entreprise qui choque toute la Chrétienté.  Parti au printemps 1543 de Constantinople vers les côtes françaises, accompagné d'au moins 110 galères turques et de 27 000 hommes (Ottomans et de la régence d'Alger), il arrive au large de Cannes en juillet 1543. Afin de détourner la colère de Barberousse, furieux d'observer que rien n'avait été préparé sur place pour le confort de ses hommes, il obtient de François Ier la possibilité de mener à bien le siège de Nice qui doit servir d'exutoire à la colère barbaresque.
À la suite de l'échec du siège de Nice, levé le 8 septembre 1543, il réquisitionne la ville de Toulon et en chasse les habitants : les hommes de Barberousse s'y installent jusqu'au printemps 1544. 
Le chef barbaresque, plus furieux encore du fait que lui et ses hommes s'étaient vu refuser le droit de faire butin à Nice, exige d'Antoine Escalin qu'il le laisse rentrer auprès de son maître, Soliman II, et qu'il l'accompagne. Antoine Escalin venait alors d'être nommé, en avril 1544, Général des Galères par le roi de France. 
Cette dernière expédition à Constantinople est connue par un journal que tient l'aumônier de la Réale, navire amiral d'Antoine Escalin, nommé Jérôme Maurand, originaire d'Antibes.
Les Turcs pillent les côtes italiennes, avant que, par prudence, Antoine Escalin ne se détache de la flotte avec ses quelques bâtiments chrétiens afin de s'entretenir directement avec Soliman II avant l'arrivée de Barberousse à Constantinople. Il craint que le rapport que ce dernier pourrait faire de son séjour en France n'entraine sur lui le courroux du sultan.
Les navires français quittent la capitale ottomane en septembre 1544.

## La guerre aux Protestants et faits d'armes
En 1545, Antoine Escalin des Aimars est en partance, depuis le port de Marseille, pour lutter contre les Anglais du côté de Boulogne-sur-Mer. Jean Maynier d'Oppède, premier président du parlement de Provence, fait appel à lui et à ses troupes pour éliminer les Vaudois protestants qui sont installés en Provence. Le roi de France, François Ier, voit dans cette force religieuse protestante une sédition de leur part au royaume de France.
Le 1er janvier 1545, il fait promulguer l'"Arrêt de Mérindol" et commande une croisade contre les Vaudois de Provence. Antoine Escalins marche sur Mérindol et les villages environnants à la tête de 2 000 combattants surnommés "la Bande du Piémont". Ils tuent plusieurs centaines de personnes durant le massacre de Mérindol et incendient la cité de Mérindol "pour satisfaire la passion du président d'Oppede", dit le Père Anselme.
La même année, il fait passer de Méditerranée en Atlantique sa flotte de galères (via le détroit de Gibraltar) ce qui est un exploit pour l'époque, même avec une météo favorable.Il participe alors à la meurtrière tentative d'invasion française de l'île de Wight, qui est un échec. Antoine Escalin doit rembarquer ses troupes vers la France. 
En juillet 1545, il est à Portsmouth lorsque sombre « la Mary Rose », vaisseau-amiral de Henri VIII d'Angleterre, qui se prépare à attaquer la flotte française. 
À la suite de l'affaire de Mérindol, il est remplacé en 1547 dans sa fonction diplomatique à la Sublime Porte par Gabriel de Luetz, nommé ambassadeur à Constantinople par François 1er. Escalin est également destitué de sa charge de Général des galères, qui fut remise à Léon Strozzi, et emprisonné pendant trois ans, avant d'obtenir un "arrêt solennel au conseil privé du Roi, 1e 13 février 1551, par lequel il est déclaré innocent, et rétabli dans l'exercice de sa charge".
En 1553, Antoine Escalin coopère avec la flotte ottomane en Méditerranée, notamment lors du débarquement franco-turc en Corse.
En 1555, il coule deux galions espagnols de la flotte d'Andrea Doria. Mais il est une nouvelle fois destitué de sa charge, "n'y fut remis qu'en 1566, après la mort du marquis d'Elbeuf, et la garda depuis sans reproche".
En 1571, Antoine Escalin est de nouveau en conflit armé contre les Huguenots à La Rochelle en tant que commandant de la flotte de la marine française qui a établi un blocus de la ville, en collaboration avec Philippe Strozzi. 